# Parafia św. Marcina w Słupnie
Parafia pw. Świętego Marcina w Słupnie – parafia należąca do dekanatu płockiego wschodniego, diecezji płockiej, metropolii warszawskiej.
Została erygowana w XII wieku. Mieści się przy ulicy Kościelnej. Obecny drewniany kościół został wzniesiony w 1753.